# میتاما
میتاما (به ژاپنی: 御魂・御霊・神霊 Mitama) به معنی «روح شریف» اشاره به روح یک کامی کامی یا روح یک فرد مرده دارد. این کلمه از دو کانجی تشکیل شده‌است، که کانجی اول، mi (御، شریف)، به سادگی یک افتخار معنا دارد. کانجی دوم، تاما (tama 魂 ・ 霊) به معنای «روح» است. یک جفت کانجی با یکدیگر 神 霊، میتاما خوانده می‌شود.